# ابو ثیله
ابو ثیله منطقه‌ای مسکونی در قطر است که در شهرداری ام صلال واقع شده‌است.